# Convolvulus tragacanthoides
Convolvulus tragacanthoides là một loài thực vật có hoa trong họ Bìm bìm. Loài này được Turcz. mô tả khoa học đầu tiên năm 1832.